# 出轨 (电影)
是一部於2002年上映的美国驚悚劇情電影，由阿德里安·莱恩導演，李察·吉爾，黛安·蓮恩，查德·洛，多米尼克·查尼斯，以及奥利佛·馬丁內斯演出。這部電影改編自艾爾文·薩金和小威廉·布洛伊編劇，克勞德·夏布洛執導的法國電影《不忠的妻子》（La Femme infidèle，1969年)。劇情描述了一對生活在紐約市郊區的夫妻婚姻陷入危機，因妻子與偶遇的人陷入婚外情。
《出軌》的北美票房收入是5,200萬美元，全球票房總額則是1億1,900萬。電影不但受到好評，黛安‧蓮恩的演出更是受讚揚，為她赢得包括國家影評人協會最佳女主角和紐約影評人協會的獎項，並且獲得金球獎和奧斯卡最佳女主角獎的提名。

## 劇情
愛德華（李察·吉爾飾演）和康妮·桑納（黛安·蓮恩飾演）是一對生活在紐約市北部郊區威斯特徹斯特郡的已婚夫婦，有一位8歲的兒子查理（埃瑞克·佩·蘇利文飾演）。他們之間關係是有愛情成份，但是彼此太過熟悉，缺乏興奮感。有一天下午，康妮前去購物，準備購買兒子查理即將到的生日聚会用品。她被相當大的風暴困住，被一位英俊的陌生人保羅（奥利佛·馬丁內斯飾演）解救。他们兩位都跌倒了，康妮擦傷她的膝蓋。他提議在他的公寓為她治療她的傷口，而康妮接受了他的提議。他介绍自己叫做保羅．馬特爾，27歲的書本推銷員。保羅靠近康妮，卻讓她不舒服，她最後决定離去。在康妮離去之前，保羅给她一本波斯詩歌作為禮物。回去之後，康妮告訴愛德華發生了什麼事，他建議為保羅買一份感謝回禮。
在閱讀保羅送給她的書的時候，康妮發現在書裡面夾著他的電話號碼。康妮在中央車站打給保羅要他的地址，但他邀請她去喝咖啡。保羅為康妮讀一本書中的盲文並且同時溫和的與她調情。康妮儘管感覺到被吸引，仍決定離開，但離開後還是想著保羅。她決定帶著一袋鬆餅拜訪他。康妮和保羅在跳完舞之後，她说她不能再繼續就離開了。當她回来拿回她的大衣時，保羅輕輕的讓她跌落，最後到了床上。康妮在坐大都會北方鐵路回家的路上，康妮回想她經歷的性愛。她很高興能得到一位年輕男仕的性關愛，但卻同時感到内疚。康妮使用她準備慈善活動做為藉口，更頻繁拜訪保羅。但是愛德華在康妮身上看到康妮微妙的變化，並且確認她到城市一趟所用的藉口是前後矛盾的。有一天早上，他注意到，康妮再次去城裡，並且穿上有品牌的内衣和鞋子。他告訴康妮，他將等她，所以他們可以一起進城。康妮敦促他先出發，她還要準備一陣子，他試圖邀她一同見面吃頓午餐，但是她說她已經預約要去沙龍，無法跟他吃飯。後來，愛德華在辦公室越想越怪，懷疑康妮在撒謊，愛德華打給沙龍，卻發現她今天並沒有預約。
愛德華聘請私家偵探法蘭克·威爾森（多米尼克·查尼斯飾演）跟蹤康妮，法蘭克拿回康妮與保羅在一起的照片，惹惱愛德華。康妮越來越常找保羅，因此耽擱到去學校接查理的時間了，康妮因這件事情下決心不應該再見保羅，斷絕這段關係。由於康妮無法在電話上斷絕關係，決定最好親自與保羅講。康妮開著她的休旅車，碰見保羅與另一名女子走在街上。康妮跟蹤保羅和他見面，吵起來最後卻演變為保羅公寓樓梯間的幽會。同時間愛德華站在保羅公寓外面，康妮從後門出來，差點與愛德華擦身而過。愛德華上樓來到保羅的公寓與他見面，告訴保羅他是康妮的先生，請求保羅讓他進來保羅公寓。保羅讓愛德華進來，並且給他一杯伏特加，與他談論康妮。愛德華看到床邊的雪花球相當震驚，因為那是愛德華送給康妮的生日禮物，保羅透露那是康妮送給他的禮物。愛德華覺得相當不舒服和頭暈，並且坐到床邊。保羅問他是否需要水，愛德華突然情緒失控，拿起雪花球往保羅頭上打，最後保羅頭部遭重擊當場死亡。
愛德華用地毯包裹住保羅的屍體，之後清理命案現場，移除他曾到過公寓的證據。愛德華聽到康妮在答錄機留下的留言，講到她說她必須結束這段關係，愛德華聽完後移除所有留言離開，將保羅的屍體移到車子的後車廂裡。愛德華跑去與康妮會合，觀看查理學校戲劇表演。當天晚上愛德華開車到掩埋場，丟棄保羅的屍體。接下來的日子，愛德華謀殺保羅的事情一直繞著他的心思，無法停止想他曾做過的事情。當兩位紐約市警局的警探在愛德華工作時來到康妮家裡，兩位警探向康妮解釋保羅分居的妻子通報保羅失蹤，而他們發現康妮的名字和電話出現在桌子上面。康妮回應她只跟他有一面之緣，只是想跟他買書。一週之後，警探再次來訪，告訴他們已經發現保羅的屍體。警方詢問康妮她是何時遇見保羅，她回答他們在茱莉亞學院的募款活動遇到，愛德華則附和康妮的說法，使得康妮相當驚訝。當警探進一步詢問康妮是否到過保羅的住處，康妮否認，說她最近都沒去過蘇荷區一帶。然後警方發現一個月前康妮有一張在保羅公寓前面停車的停車繳款單，康妮解釋是她忘了與朋友在蘇荷區的咖啡館碰面過。幾天後，康妮將愛德華的衣服帶到乾洗店送洗時，發現了愛德華先前聘請私家偵探拍下的她和保羅的照片，並意識到愛德華知道整個事情。當晚在桑納家的聚會中，康妮注意到雪花球已經回到家裡的收藏櫃中。康妮看著愛德華詭異的目光，她意識到愛德華謀殺了保羅。
愛德華和康妮發生爭吵，並表示在憤怒和沮喪的心情下，他想殺害的對象是她而不是保羅。之後康妮在端詳雪花球時，發現了一個隱藏的隔間，裡面有一張查理還是嬰兒時和她、愛德華的照片，上頭有一個愛的周年紀念信息，指示她要在結婚25周年紀念時才能閱讀。當康妮在壁爐裡燒掉她和保羅的照片時，愛德華說他會自首。康妮反對，並表示他們會找到其他應付的方法。然後兩人似乎過著正常的生活。這一天晚上，愛德華一家三口開車外出，當查理在後座睡覺時，愛德華因紅燈在交叉路口停車。康妮對愛德華說，他們可以離開美國重新開始，愛德華同意這個想法。然後康妮開始哭泣，愛德華安慰她。就在愛德華安慰康妮的同時，他已將自己的車停在警察局附近。

## 演員
- 李察·吉爾飾演愛德華‧桑納
- 黛安·蓮恩飾演康斯坦斯"康妮"·桑納
- 奧利佛·馬丁內斯飾演保羅‧馬特爾
- 埃瑞克·佩·蘇利文飾演查理‧桑納
- 查德·洛飾演比爾‧史東
- 多米尼克·查尼斯飾演法蘭克·威爾森
- 艾里希·安德森飾演苞柏·蓋耳
- 蜜雪兒·摩納漢飾演琳賽
- 凱特·伯頓飾演崔西
- 瑪格麗特·柯林飾演莎莉
- 柴爾柯·伊凡奈克飾演偵探迪恩
- 麥可·愛默生飾演喬希
- 戴蒙·蓋普頓飾演其他商人
- 小喬塞夫·巴達魯科飾演列車長

## 外部連結
- 互联网电影数据库（IMDb）上《出轨》的资料（英文）
- AllMovie上《出轨》的资料（英文）
- 爛番茄上《出轨》的資料（英文）
- Box Office Mojo上《出轨》的資料（英文）